# Élections régionales de 1995 en Hesse
Les élections régionales de 1995 en Hesse (en allemand : Landtagswahl in Hessen 1995) se tiennent le 19 février 1995, afin d'élire les 110 députés de la 14e législature du Landtag, pour un mandat de quatre ans.
Le scrutin est marqué par une victoire de la CDU, qui conquiert la majorité relative, et le recul du SPD, revenu au pouvoir en 1991. Le ministre-président Hans Eichel parvient à se maintenir au pouvoir en confirmant sa « coalition rouge-verte » avec les Grünen.

## Contexte
Aux élections régionales du 20 janvier 1991, les premières à se tenir au terme de la législature depuis celles de 1982, le SPD du bourgmestre de Cassel Hans Eichel retrouve son statut de première force politique du Land. Avec 40,8 % des voix, il fait élire 46 députés sur 110.
Il est suivi de très près la CDU du ministre-président Walter Wallmann, au pouvoir depuis 1987, qui remporte le même nombre d'élus avec 40,2 % des suffrages exprimés. La troisième place revient aux Grünen d'Iris Blaul et Joschka Fischer, qui rassemblent 8,8 % des voix et obtiennent ainsi dix parlementaires. Ils sont suivis par le FDP du ministre de la Science Wolfgang Gerhardt, qui réunit 7,4 % des exprimés, soit huit parlementaires.
Eichel est donc investi ministre-président à la tête d'une « coalition rouge-verte » qui bénéficie de l'exacte majorité absolue.
Défait, Wallmann cède la présidence régionale de la CDU à son ministre des Finances Manfred Kanther, qui prend également la présidence du groupe parlementaire. Kanther entre en politique fédérale deux ans plus tard, comme ministre fédéral de l'Intérieur, et laisse sa place au Landtag à Roland Koch.
En octobre 1994, Fischer entre à son tour sur la scène politique fédérale. Rupert von Plottnitz prend alors sa succession en tant que vice-ministre-président et ministre de l'Environnement.

## Mode de scrutin
Le Landtag est constitué de 110 députés (en allemand : Mitglied des Landtags, MdL), élus pour une législature de quatre ans au suffrage universel direct et suivant le scrutin proportionnel de Hare.
Chaque électeur dispose de deux voix : la première (en allemand : Wahlkreisstimme) lui permet de voter pour un candidat de sa circonscription selon les modalités du scrutin uninominal majoritaire à un tour, le Land comptant un total de 55 circonscriptions ; la seconde voix (en allemand : Landesstimme) lui permet de voter en faveur d'une liste de candidats présentée par un parti au niveau du Land.
Lors du dépouillement, l'intégralité des 110 sièges est répartie à la proportionnelle sur la base des secondes voix uniquement, à condition qu'un parti ait remporté 5 % des voix au niveau du Land. Si un parti a remporté des mandats au scrutin uninominal, ses sièges sont d'abord pourvus par ceux-ci.
Dans le cas où un parti obtient plus de mandats au scrutin uninominal que la proportionnelle ne lui en attribue, la taille du Landtag est augmentée jusqu'à rétablir la proportionnalité.

## Campagne

### Principaux partis
| Parti | Parti                                                                              | Chef de file                                      | Résultat en 1991           |
| ----- | ---------------------------------------------------------------------------------- | ------------------------------------------------- | -------------------------- |
|       | Parti social-démocrate d'Allemagne Sozialdemokratische Partei Deutschlands         | Hans Eichel (Ministre-président)                  | 40,8 % des voix 46 députés |
|       | Union chrétienne-démocrate d'Allemagne Christlich Demokratische Union Deutschlands | Manfred Kanther (Ministre fédéral de l'Intérieur) | 40,2 % des voix 46 députés |
|       | Alliance 90 / Les Verts Bündnis90/Die Grünen                                       | Iris Blaul et Ruppert von Plottnitz               | 8,8 % des voix 10 députés  |
|       | Parti libéral-démocrate Freie Demokratische Partei                                 | Ruth Wagner                                       | 7,4 % des voix 8 députés   |

### Sondages
| Institut            | Date       | CDU    | SPD    | Verts  | FDP   |
| ------------------- | ---------- | ------ | ------ | ------ | ----- |
| Institut            | Date       |        |        |        |       |
| Ipos                | 15/02/1995 | 40 %   | 41 %   | 12 %   | 5 %   |
| BasisResearch       | 12/02/1995 | 40 %   | 40 %   | 12 %   | 7 %   |
| Allensbach          | 10/02/1995 | 40,5 % | 39 %   | 10 %   | 7,5 % |
| Ipos                | 30/01/1995 | 41,4 % | 39,8 % | 12,4 % | 3,6 % |
| Dernières élections | 20/01/1991 | 40,2 % | 40,8 % | 8,8 %  | 7,4 % |

## Résultats

### Voix et sièges
|                                   | Union chrétienne-démocrate d'Allemagne (CDU)      | Union chrétienne-démocrate d'Allemagne (CDU)      | 1 154 821 | 41,88 | 30        | 6             | 1 084 146 | 39,16 | 15 | 45  | 1             |  |  |  |
|                                   | Parti social-démocrate d'Allemagne (SPD)          | Parti social-démocrate d'Allemagne (SPD)          | 1 121 943 | 40,69 | 25        | 6             | 1 051 452 | 37,97 | 19 | 44  | 2             |  |  |  |
|                                   | Alliance 90 / Les Verts (Grünen)                  | Alliance 90 / Les Verts (Grünen)                  | 264 117   | 9,58  | 0         | en stagnation | 309 897   | 11,19 | 13 | 13  | 3             |  |  |  |
|                                   | Parti libéral-démocrate (FDP)                     | Parti libéral-démocrate (FDP)                     | 129 745   | 4,71  | 0         | en stagnation | 206 173   | 7,45  | 8  | 8   | en stagnation |  |  |  |
|                                   | Les Républicains (REP)                            | Les Républicains (REP)                            | 47 254    | 1,71  | 0         | en stagnation | 54 775    | 1,98  | 0  | 0   | en stagnation |  |  |  |
|                                   | Les Gris - Les Panthères grises (GRAUE)           | Les Gris - Les Panthères grises (GRAUE)           | 4 705     | 0,17  | 0         | en stagnation | 10 788    | 0,39  | 0  | 0   | en stagnation |  |  |  |
|                                   | Fédération des citoyens libres (BFB)              | Fédération des citoyens libres (BFB)              | 4 350     | 0,16  | 0         | Nv.           | 8 750     | 0,32  | 0  | 0   | Nv.           |  |  |  |
|                                   | Parti national-démocrate d'Allemagne (NPD)        | Parti national-démocrate d'Allemagne (NPD)        | 9 543     | 0,35  | 0         | Nv.           | 7 795     | 0,28  | 0  | 0   | Nv.           |  |  |  |
|                                   | Parti des chrétiens respectueux de la Bible (PBC) | Parti des chrétiens respectueux de la Bible (PBC) | 4 397     | 0,16  | 0         | en stagnation | 6 780     | 0,24  | 0  | 0   | en stagnation |  |  |  |
|                                   | Autres partis                                     | Autres partis                                     | 16 429    | 0,60  | 0         | en stagnation | 28 265    | 1,02  | 0  | 0   | en stagnation |  |  |  |
|                                   |                                                   |                                                   |           |       |           |               |           |       |    |     |               |  |  |  |
| Votes valides                     | Votes valides                                     | Votes valides                                     | 2 757 304 | 97,33 |           |               | 2 768 821 | 97,73 |    |     |               |  |  |  |
| Votes blancs et nuls              | Votes blancs et nuls                              | Votes blancs et nuls                              | 75 725    | 2,67  | 64 208    | 2,27          |           |       |    |     |               |  |  |  |
| Total                             | Total                                             | Total                                             | 2 833 029 | 100   | 55        | en stagnation | 2 833 029 | 100   | 55 | 110 | 10            |  |  |  |
| Abstentions                       | Abstentions                                       | Abstentions                                       | 1 441 998 | 32,73 |           |               | 1 441 998 | 32,73 |    |     |               |  |  |  |
| Nombre d'inscrits / participation | Nombre d'inscrits / participation                 | Nombre d'inscrits / participation                 | 4 275 027 | 66,27 | 4 275 027 | 66,27         |           |       |    |     |               |  |  |  |